# NGC 6689
NGC 6689 (również NGC 6690, PGC 62077 lub UGC 11300) – galaktyka spiralna z poprzeczką (SBcd), znajdująca się w gwiazdozbiorze Smoka.
Odkrył ją Heinrich Louis d’Arrest 22 sierpnia 1863 roku. 16 sierpnia 1884 roku obserwował ją też dwukrotnie Lewis A. Swift, jednak obliczone przez niego pozycje z obu obserwacji różniły się na tyle, że skatalogował ją jako dwa różne obiekty. John Dreyer, zestawiając swój katalog, domyślił się, że Swift obserwował dwukrotnie ten sam obiekt, jednak przeoczył fakt, że jest to ten sam obiekt, który wcześniej obserwował d’Arrest. Z tego powodu galaktyka została skatalogowana przez Dreyera dwukrotnie – obserwacja d’Arresta jako NGC 6689, a Swifta jako NGC 6690.